# Marcia King
Marcia Catherine King (London, 16 de octubre de 1970) es una deportista canadiense que compitió en taekwondo.
Ganó una medalla en el Campeonato Mundial de Taekwondo de 1989, y tres medallas en el Campeonato Panamericano de Taekwondo entre los años 1988 y 1992. En los Juegos Panamericanos de 1995 obtuvo una medalla de bronce en la categoría de –70 kg.
Además, consiguió una medalla de oro en los Juegos Mundiales de 1989.

## Palmarés internacional
| Campeonato Mundial      | Campeonato Mundial                | Campeonato Mundial | Campeonato Mundial |
| Año                     | Lugar                             | Medalla            | Categoría          |
| ----------------------- | --------------------------------- | ------------------ | ------------------ |
| 1989                    | Seúl (Corea del Sur)              | Medalla de plata   | –70 kg             |
| Juegos Panamericanos    |                                   |                    |                    |
| Año                     | Lugar                             | Medalla            | Categoría          |
| 1995                    | Mar del Plata (Argentina)         | Medalla de bronce  | –70 kg             |
| Campeonato Panamericano |                                   |                    |                    |
| Año                     | Lugar                             | Medalla            | Categoría          |
| 1988                    | Lima (Perú)                       | Medalla de bronce  | –70 kg             |
| 1990                    | Bayamón (Puerto Rico)             | Medalla de oro     | –70 kg             |
| 1992                    | Colorado Springs (Estados Unidos) | Medalla de plata   | –70 kg             |